# Cimetière de Cravant-les-Côteaux
Le cimetière de Cravant-les-Côteaux est un lieu de sépulture situé sur la commune française de Cravant-les-Côteaux, dans le département d'Indre-et-Loire, en région centre-Val-de-Loire.
Le cimetière s'étend de l'ouest au nord de l'ancienne église mais la partie qui fait face à la porte occidentale de cette dernière est inscrite comme monument historique en 2011 sous le nom de « cimetière des enfants ».

## Description
Des excavations pratiquées sur le site ont livré quelques tessons de céramique gallo-romaine. Le cimetière de Cravant-les-Côteaux est toujours utilisé. La partie qui fait face à l'entrée occidentale de l'ancienne église Saint-Léger est plus spécialement dévolue aux tombes d'enfants mais la faible place disponible entraîne la destruction des tombes les plus anciennes au profit de plus récentes. De fait, la plupart de ces sépultures datent de la première moitié du XXe siècle ; leurs caractéristiques (ferronnerie, peinture) ont justifié en mai 2011 l'inscription de cette partie du cimetière comme monument historique ce qui interdit l'attribution de nouvelles concessions dans le périmètre concerné.